# Чемпіонат Європи з хокею із шайбою серед юніорів 1970
Чемпіонат Європи з хокею із шайбою серед юніорів 1970 — третій чемпіонат Європи з хокею із шайбою серед юніорів. Чемпіонат пройшов у місті Женева (Швейцарія) з 26 грудня 1969 по 2 січня 1970. Чемпіоном Європи стала юнацька збірна СРСР.

## Група А

### Підсумкова таблиця
| Збірна            | СРСР | ЧЕХ  | ШВЕ  | ФІН | ФРН  | ШВЕЙ | ШЗ/ШП | О  |
| ----------------- | ---- | ---- | ---- | --- | ---- | ---- | ----- | -- |
| 1. СРСР           |      | 5:3  | 6:5  | 7:1 | 9:1  | 14:1 | 41:11 | 10 |
| 2. Чехословаччина | 3:5  |      | 3:2  | 3:1 | 5:2  | 12:2 | 26:12 | 08 |
| 3. Швеція         | 5:6  | 2:3  |      | 6:0 | 10:1 | 20:0 | 43:10 | 06 |
| 4. Фінляндія      | 1:7  | 1:3  | 0:6  |     | 6:0  | 5:2  | 13:18 | 04 |
| 5. ФРН            | 1:9  | 2:5  | 1:10 | 0:6 |      | 7:3  | 11:33 | 02 |
| 6. Швейцарія      | 1:14 | 2:12 | 0:20 | 2:5 | 3:7  |      | 08:58 | 0  |

Збірна Швейцарії вибула до Групи «В».

### Команда усіх зірок
| Нагорода           | Гравець          | Збірна         |
| ------------------ | ---------------- | -------------- |
| Найкращий воротар  | Антон Келе       | ФРН            |
| Найкращий захисник | Мирослав Дворжак | Чехословаччина |
| Найкращий нападник | Андерс Гедберг   | Швеція         |

## Група В
Матчі проходили в Капфенберзі та Брук-ан-дер-Мур (Австрія) 26 грудня 1969 — 2 січня 1970.

### Група 1
| Збірна      | НОР | РУМ | АВС | УГО | ШЗ/ШП | О |
| ----------- | --- | --- | --- | --- | ----- | - |
| 1. Норвегія |     | 1:1 | 5:5 | 7:3 | 13:09 | 4 |
| 2. Румунія  | 1:1 |     | 1:1 | 3:0 | 05:02 | 4 |
| 3. Австрія  | 5:5 | 1:1 |     | 2:1 | 08:07 | 4 |
| 4. Угорщина | 3:7 | 0:3 | 1:2 |     | 04:12 | 0 |

### Група 2
| Збірна       | ІТА | ПОЛ  | ЮГО  | ШЗ/ШП | О |
| ------------ | --- | ---- | ---- | ----- | - |
| 1. Італія    |     | 7:5  | 3:2  | 10:07 | 4 |
| 2. Польща    | 5:7 |      | 20:0 | 25:07 | 2 |
| 3. Югославія | 2:3 | 0:20 |      | 02:23 | 0 |

### Стикові матчі
| 5-е місце | Австрія  | 3:0 (1:0, 0:0, 2:0) | Югославія |  |
| 3-є місце | Польща   | 7:1 (0:1, 2:0, 5:0) | Румунія   |  |
| Фінал     | Норвегія | 8:0 (1:0, 1:0, 6:0) | Італія    |  |

Збірна Норвегії підвищилась до Групи А.